# Ashikaga Mochiuji
Ashikaga Mochiuji est un nom japonais traditionnel ; le nom de famille (ou le nom d'école), Ashikaga, précède donc le prénom (ou le nom d'artiste).
Ashikaga Mochiuji (足利持氏, 1398-1439) est le quatrième Kantō kubō de Kamakura-fu durant l'époque Sengoku (XVe siècle) de l'histoire du Japon. Au cours de son règne long et mouvementé, les relations entre l'ouest et l'est du pays atteignent un niveau historiquement bas. Kamakura est finalement attaqué par le shogun Ashikaga Yoshinori et repris par la force. Mochiuji et son fils aîné Yoshihisa se suicident pour éviter d'être capturés.

## Biographie
Mochiuji devient kubō encore enfant après que son père est décédé subitement d'une maladie. Son caractère violent et abrasif depuis le début provoque un ressentiment généralisé parmi ses vassaux. Après des désaccords avec Mochiuji, son kanrei Uesugi Zenshū organise une rébellion contre lui (appelée Zenshū no Ran) avec l'aide de près de la moitié des daimyos des provinces du nord et de l'est. Grâce à ce soutien, Zenshū est en mesure de s'emparer de Kamakura et Mochiuji doit fuir. Cependant, bien qu'il poursuive des objectifs similaires à ceux du shogunat, Zenshū est après tout en rébellion contre son maître de sorte que le shogunat n'a d'autre choix que d'envoyer des troupes pour l'arrêter. En 1417, Zenshū et ses alliés se retrouvent cernés au Tsurugaoka Hachiman-gu et Zenshu se suicide.
Après ces événements, Mochiuji attaque les alliés de Zenshū qui comprennent des familles comme les Oda et les Takeda ainsi que quelques familles nobles de la province de Musashi. Les Ashikaga estiment cependant eux-mêmes que Mochiuji va trop loin et en 1432, le shogun Ashikaga Yoshinori ordonne à son armée de tuer Mochiuji. Cette décision entraîne un affrontement entre Mochiuji et Yoshinori lors de la rébellion Eikyo en 1438. En fin de compte, Yoshinori réussit à mettre fin à la rébellion de Mochiuji en 1439. Le kubō de Kamakura commet seppuku au Yoan-ji, à l'ouest de la ville. Les événements à Kamakura suscitent cependant un ressentiment généralisé parmi les généraux de Yoshinori et l'un d'eux, Akamatsu Mitsusuke, l'assassine par vengeance.

## Le Yōan-ji

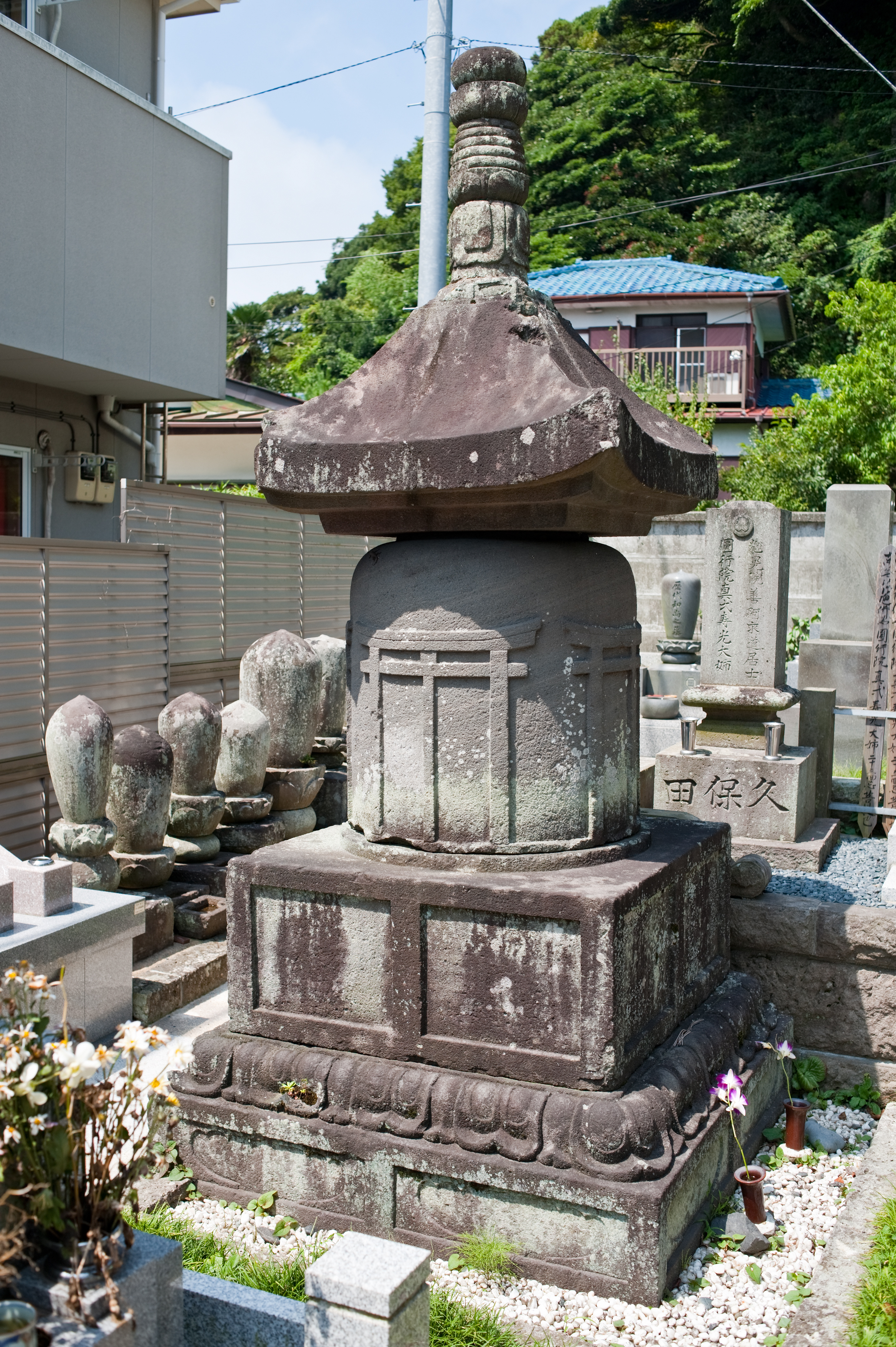
Hōtō d'Ashikaga Mochiuji au Betsugan-ji à Kamakura

La route qui à Kamakura tourne à droite avant l'entrée du Zuisen-ji, conduit à une stèle qui indique l'endroit où se tenait le Yōan-ji (永安寺). C'est là que Mochiuji livre son dernier combat contre le shogunat puis s'éventre pour éviter la honte d'être fait prisonnier. Il est enterré avec trois autres kubō dans un petit cimetière à l'intérieur du Zuisen-ji (fermé au public). La stèle porte l'inscription:

« Lorsque le Kantō kubō Ashikaga Ujimitsu meurt le 11 janvier 1398, il reçoit le nom posthume Yōanji Hekizan Zenkō (永安寺壁山全公). Son fils Mitsukane construit ce temple et lui donne le nom posthume de son père. Dombo Ushūō, l'oshō (en) du temple est un partisan de Musō Soseki. Le 24 mars 1439, le kubō Mochiuji, un descendant d'Ujimitsu, combat ici contre le shogun Yoshinori, est vaincu et s'éventre. Le temple est incendié et jamais reconstruit. C'est là qu'il se tenait.
Érigé par le Kamakuramachi Seinendan en mars 1926 »

Il existe cependant au Betsugan-ji, un ancien bodaiji (temple familial) Ashikaga situé à Ōmachi un hōtō (宝塔, lit. « trésor stupa ») en pierre de 3,2 m de haut qui passe traditionnellement pour être sa tombe. Sur le stupa est sculptée la date « 1439 », année de la mort de Mochiuji, mais le tombeau semble stylistiquement appartenir plutôt à la précédente époque de Kamakura et l'attribution semble donc douteuse.
Yoshihisa, le fils aîné de Mochiuji, 14 ans à l'époque, est également contraint de se tuer à proximité du Hōkoku-ji. Cependant, ses trois plus jeunes fils s'échappent vers Nikkō et en 1440 sont emmenés par Yūki Ujitomo, chef du clan Yūki, dans son château de Koga de la province de Shimosa où ils survivent. Lorsque plus tard le château de Ujitomo est attaqué par le shogunat, ils s'échappent de nouveau. Deux d'entre eux, Haruō-maru et Yasuō-maru, sont toutefois repris et exécutés, tandis qu'Eijuō-maru survit. Le seul survivant, quatrième enfant de Mochiuji Shigeuji, deviendra plus tard le dernier Kantō kubō.

## Source de la traduction
- (en) Cet article est partiellement ou en totalité issu de l’article de Wikipédia en anglais intitulé « Ashikaga Mochiuji » (voir la liste des auteurs).